# Entre-Ijuís
Entre-Ijuís è un comune del Brasile nello Stato del Rio Grande do Sul, parte della mesoregione del Noroeste Rio-Grandense e della microregione di Santo Ângelo.